# Спростон, Берт
Берт Спро́стон (англ. Bert Sproston; 22 июня 1915 — 27 января 2000) — английский футболист, правый защитник. Выступал за клубы «Лидс Юнайтед», «Тоттенхэм Хотспур», «Манчестер Сити», а также за национальную сборную Англии.

## Клубная карьера
Родился в Элуорте (вблизи Сандбача, графство Чешир). Выступал за местный клуб «Сандбач Рамблерз» Лиге Чешира, после чего проходил просмотр в «Хаддерсфилд Таун». В мае 1933 года стал игроком клуба «Лидс Юнайтед». В сезоне 1934/35 стал основным правым защитником клуба. Провёл за команду 140 матчей с 1933 по 1938 год.
В июне 1938 года перешёл в лондонский клуб «Тоттенхэм Хотспур», который заплатил за его переход 9500 фунтов. Проведя за «шпор» только 9 матчей в лиге, уже 5 ноября 1938 года он покинул команду, перейдя в «Манчестер Сити» за 10 500 фунтов. 5 ноября 1938 года дебютировал за «Сити» в матче Второго дивизиона против своей экс-команды «Тоттенхэм Хотспур», который завершился победой «Сити» со счётом 2:0. Всего в сезоне 1938/39 провёл за «Манчестер Сити» 21 матч и забил 2 гола. Затем все официальные футбольные соревнования в Англии были отменены в связи с началом войны. В военное время Спростон выступал за сборную вооружённых сил (Combined Services XI), а также в качестве гостя за лондонский «Миллуолл», а также за «Порт Вейл», «Олдершот» и «Рексем» . После завершения войны вернулся в «Манчестер Сити» и помог команде выиграть Второй дивизион в сезоне 1946/47. Свой последний матч за «Сити» провёл 21 января 1950 года: это была игра Первого дивизиона против «Ньюкасл Юнайтед». Всего провёл за «Сити» 131 матч и забил 5 голов.
После ухода из «Сити» провёл один сезон в клубе «Аштон Юнайтед», выступавший в Комбинации Ланкашира, после чего завершил карьеру игрока.

## Карьера в сборной
17 октября 1936 года дебютировал за сборную Англии в матче против сборной Уэльса.
Всего провёл за сборную 11 матчей.
Также провёл 2 матча за сборную Англии военного времени и 4 матча за сборную Футбольной лиги.

### Список матчей за сборную Англии
| №  | Дата            | Стадион                               | Соперник              | Результат | Турнир                     |
| -- | --------------- | ------------------------------------- | --------------------- | --------- | -------------------------- |
| 1  | 17 октября 1936 | «Ниниан Парк», Кардифф                | Уэльс                 | 1:2       | Домашний чемпионат 1936/37 |
| 2  | 23 октября 1937 | «Уиндзор Парк», Белфаст               | Ирландия              | 5:1       | Домашний чемпионат 1937/38 |
| 3  | 17 ноября 1937  | «Эйрсом Парк», Мидлсбро               | Уэльс                 | 2:1       | Домашний чемпионат 1937/38 |
| 4  | 1 декабря 1937  | «Уайт Харт Лейн», Лондон              | Чехословакия          | 5:4       | Товарищеский матч          |
| 5  | 9 апреля 1938   | «Уэмбли», Лондон                      | Шотландия             | 0:1       | Домашний чемпионат 1937/38 |
| 6  | 14 мая 1938     | «Олимпийский», Берлин                 | Германия              | 6:3       | Товарищеский матч          |
| 7  | 21 мая 1938     | «Хардтурм», Цюрих                     | Швейцария             | 1:2       | Товарищеский матч          |
| 8  | 26 мая 1938     | «Коломб», Париж                       | Франция               | 4:2       | Товарищеский матч          |
| 9  | 22 октября 1938 | «Ниниан Парк», Кардифф                | Уэльс                 | 2:4       | Домашний чемпионат 1938/39 |
| 10 | 26 октября 1938 | «Хайбери», Лондон                     | Сборная Европы (УЕФА) | 3:0       | Товарищеский матч          |
| 11 | 9 ноября 1938   | «Сент-Джеймс Парк», Ньюкасл-апон-Тайн | Норвегия              | 4:0       | Товарищеский матч          |

Итого: 11 матчей / 0 голов; 7 побед, 0 ничьих, 4 поражения

## Достижения
«Манчестер Сити»
- Победитель Второго дивизиона: 1946/47

Сборная Англии
- Победитель Домашнего чемпионата: 1937/38, 1938/39 (разделённая победа)

## После завершения карьеры игрока
В июле 1951 года вошёл в тренерский штаб клуба «Болтон Уондерерс». Впоследствии также работал скаутом клуба вплоть до 1980-х годов.

## Личная жизнь
14 мая 1938 года Спростон сыграл в Берлине против сборной нацистской Германии. Все игроки сборной Англии по настоянию Футбольной ассоциации Англии сделали перед началом игры нацистское приветствие. Англичане одержали в том матче победу со счётом 6:3. После завершения игры к Спростону подошёл 17-летний еврейский юноша по имени Рольф и попросил Берта пригласить его в Великобританию, чтобы сбежать от нацистского режима. Спростон обратился в Футбольную ассоциацию и попросил дать юноше британскую визу для посещения матча в Лондоне между сборными Англии и остального мира, который был назначен на 26 октября того же года. Виза была выдана, и 22 октября Рольф Фридланд покинул Германию, а четыре дня спустя прибыл в английский порт Харидж. Первые три ночи в Англии он ночевал в раздевалках стадиона «Уайт Харт Лейн». Впоследствии его визу продлили, и он остался в Великобритании. Многие родственники Рольфа, оставшиеся в Германии, погибли. Потомки Фридланда выражали благодарность Берту Спростону за спасение их предка.
Спростон умер в Болтоне в январе 2000 года в возрасте 84 лет.